# 현대인 천재론
'현대인 천재론'은 장르소설과 대중문화에서 오랜 시간 매력적인 상상력의 원천이 되어왔다. 이 이론은 현대인이 과거나 문명 수준이 낮은 세계에 떨어졌을 때, 중등 교육 수준의 과학 지식이나 상식만으로도 과거인들에게 '천재'로 추앙받는다는 전제를 담고 있다. 대체로 비누 제조, 간단한 의학 지식, 기초 과학 원리 등 현대인의 일상적 지식이 과거 사회에서는 혁신적 성취로 받아들여지는 서사가 반복되어 왔다. 하지만 현대인 천재론은 과거 사회의 맥락과 복합성을 무시하고, 현대의 합리성과 과학적 사고를 무조건 적용할 수 있다는 생각을 갖는 한계를 가지고 있다. 과거인은 주어진 환경과 지식의 한계 속에서 나름의 종교적 선택과 사회적 질서를 구축해왔으며, 이는 현대에서도 비슷한 사람들이 존재한다. 현대인의 지식이 과거 사회에서 곧바로 혁신으로 이어진다는 전제는, 과거 사회의 기술적·문화적·사회적 조건을 간과하는 편의주의적 서사이다.

## 배경
현대인 천재론에서 평범한 주인공이 과거 사회에서 천재로 인정받는 서사는 단순한 판타지적 상상력의 산물이 아니라, 현대인의 욕망 구조와 깊이 연결되어 있다. 특별한 것이 없어도 왜 하필 현대인인가? 이는 인간의 근원적 결핍감과 자기실현 욕구에서 출발한다.
현대 사회에서 욕망은 어떠한 감정의 결핍에서 비롯된 문제이자, 물질과 정신 모두에 뿌리를 둔 현상이다. 인간은 본능적으로 다양한 욕구(생리적 욕구, 안전 욕구, 존중 욕구, 자기실현 욕구 등)를 본능적으로 추구하며, 특히 현대인은 과거에 비해 향상된 부에 비해 사회에서 자기 자신이 가진 낮은 지위에 대한 불만족과 더불어, ‘더 나은 지위를 가진 나’, ‘특별하고 우월한 나’에 대한 이상적 자아를 끊임없이 욕망한다. 이러한 욕망은 물질적 풍요로움으로 인해 더욱 증폭된다.
‘현대인 천재론’의 주인공은 바로 이 결핍과 욕망의 산물로, 현실에서는 특별하지 못한 부유한 자신이, 과거나 이세계에서는 ‘상식’만으로도 천재가 되고, 인정과 존경을 받는다는 설정은 존중 욕구와 자기실현 욕구의 극단적 충족을 대리만족하게 해준다. 이는 과거인에 비해 더욱 강한 물질적 힘을 가졌으나 현실에서의 지위에 대한 좌절과 결핍, 불만을 해소하는 심리적 보상 기제로 작동한다.
이와 같은 서사는 물질적 욕구가 충족된 현대인의 정신적 욕구를 반영한다. 아무 현대인이나 천재가 되는 판타지는, 현대 사회의 풍요와 그에 걸맞지 않는 정신적 괴리에서 비롯된 욕망의 이데올로기적 표현이기도 하다. 결국 이는, 부유한 현대인이면 가난한 과거인보다 특별하다는 욕망과 함께, 현실의 불만을 판타지로 보상받으려는 현대적 결핍의 구조적 산물이라고 할 수 있다.

## 현대인
현대인은 고도로 발달한 기술과 자본, 그리고 정보의 홍수 속에서 살아가지만, 그 결과 삶의 다양한 영역에서 과거를 경시하는 가치관이 만연하게 되었다. 이는 도덕과 과거의 정신적 가치 전반에 허무주의와 지적인 불만을 확산시켰으며, 현대적 매체의 영향력 증대는 인간을 점차 교활하고 문명적인 존재로 만들고 있다. 정신 구조로는 과학과 합리, 이성이 삶의 가치를 결정하는 핵심 척도가 되었고, 이에 따라 현대인은 전략적·욕구적 존재로 전락하고 있다. 감성적인 삶에서 점점 멀어지며, 타인이나 사회, 심지어 자신조차 전략적 합리화의 도구이다. 또한, 사상의 자유와 도덕적 판단의 결여로 인하여 현대인은 과거인보다 정보를 비판적으로 수용하고 해석하는 능력이 더욱 강하지만, 실제로는 자신의 입맛에 맞는 정보만을 선별적으로 소비하거나, 무비판적으로 받아들이는 경향이 있다. 이처럼 현대인은 풍요와 진보의 시대에 살고 있음에도 불구하고, 삶의 진정성 상실, 도덕적 가치에 대한 무감각 등 근본적 문제에 직면해 있다. 따라서 내심 과거를 딱히 존중하지 않는 다소 자기중심적이고 비정한 현대인 천재론적 문화가 등장하게 되었다.

## 과거인
과거의 사람들은 물질적 결핍과 사회적 신분제, 권력 구조의 제약 아래에서 살아갔다. 그러나 이들 역시 고대부터 이런 환경에 대한 불만이 존재하였으며, 조세 등에 대해 격렬히 저항했고 힘을 가진 순간 끊임없이 도전했다. 대부분의 과거인은 반란 등을 통하여 현대인의 편견보다 더 자신을 둘러싼 제약과 권력의 존재를 자연스럽게 받아들이지 않았고, 이를 극복하기 위해 현대인들의 생각보다 더 잔인하고 위험한 방법들을 동원하기도 했다. 이러한 저항은 처음에는 다소 작은 목표인 악질 관리의 제거, 부당한 조세의 철폐, 이익집단적 요구 등일 수도 있으나 귀족 몰살을 외친 독일 농민전쟁이나 중국의 농민 반란들처럼 힘을 모은 순간 아주 위험한 목표로 변질될 수도 있었다. 실제로 과거의 백성들은 관아 습격, 부호의 재산 약탈, 부정한 향리 처벌 등에서 현대인의 상상보다 더 과격하고 위험한 방식으로 자신들의 요구를 관철하려 시도한 경우도 많았다. 이는 과거인들 역시 본능적인 이기심과 교활함을 가지고 있었기 때문이다. 실제로 진승·오광의 난과 만적의 난은 시대 차이가 심함에도 생각이 비슷했다.
과거의 귀족들 역시 딱히 편견 같은 게 없고 지혜로운 사람들도 있었으나 하층민들에 대한 그런 가능성을 고려하고 자신들을 위해 살아갔기 때문에 과거의 부조리들이 형성되어 고치기 어려웠다. 세계 각지의 반란 사례에서 드러나듯, 귀족들의 냉혹성은 악의적인 것들도 물론 있었으나 단순한 악의만이 아닌, 반복되는 하층민의 집단적 저항과 위협에 대한 방어적, 전략적 태도인 면도 있었다. 중국의 상군서엔 하층민의 불만과 저항을 분쇄하기 위한 내용이 있으며, 인도의 카스트와 그에 관련된 과거의 주장들도 이러한 하층민의 적대감과 귀족의 방어가 맞물린 결과였다. 

## 같이 보기
- 민란